# Чиндо
33°22′09″ пн. ш. 97°06′42″ сх. д. / 33.36904° пн. ш. 97.11178° сх. д.
Чиндо (кит. 称多县, пін. Chēngduō Xiàn, трансліт. Chindu) — один із повітів КНР у складі Юйшу-Тибетської автономної префектури, провінція Цинхай. Адміністративний центр — містечко Ченьвень.

## Географія
Чиндо лежить на висоті близько 3800 метрів над рівнем моря на північному сході Тибетського плато у горах Баян-Хара-Ула. Південною межею повіту слугує річка Тунтянь.

### Клімат
Повіт знаходиться у зоні так званої «гірської тундри», котра характеризується кліматом арктичних пустель.